# Catamola
Catamola is een geslacht van vlinders van de familie snuitmotten (Pyralidae), uit de onderfamilie Epipaschiinae.

## Soorten
- C. funerea (Walker, 1863)
- C. thyrisalis (Walker, 1858)
- C. xanthomelalis (Walker, 1863)